# Освальдо Ферріні
Освальдо Ферріні (італ. Osvaldo Ferrini, 21 лютого 1914, Турин — 17 травня 1991, Момбаруццо) — італійський футболіст, що грав на позиції захисника. По завершенні ігрової кар'єри — тренер.
Виступав, зокрема, за клуб «Торіно». Чемпіон Італії і дворазовий володар Кубка Італії.

## Ігрова кар'єра
Народився 21 лютого 1914 року в місті Турин. Вихованець футбольної школи клубу «Торіно». Дорослу футбольну кар'єру розпочав 1932 року в основній команді того ж клубу, в якій провів дванадцять сезонів, взявши участь у 247 матчах чемпіонату. Його дебют відбувся 29 січня 1933 року в матчі «Алессандрія» — «Торіно» (1-1). Останній матч у складі «гранатових» був зіграний 20 липня 1944 року проти Венеції (5:2).
Твердим гравцем основи став у сезоні 1935–1936. У тому ж сезоні виборов титул володаря Кубка Італії. У фіналі «Торіно» переміг «Алессандрію» з рахунком 5:1. Тоді ж команда посіла третє місце в чемпіонаті, а також дебютувала в Кубку Мітропи. У розіграші Кубка Мітропи 1936 «Торіно» стартував з кваліфікаційного раунду, в якому зустрічався з швейцарським клубом «Берн». Італійська команда двічі розгромно перемогла — 4:1 і 7:1. В наступному раунді «Торіно» зустрічався з угорським «Уйпештом». В домашньому матчі італійська команда перемогла з рахунком 2:0, але у матчі-відповіді поступилась 0:5 (Ферріні ще й отримав вилучення наприкінці гри).
Наступного сезону в складі команди «Торіно» Освальдо знову став третім призером чемпіонату, а у 1939 і 1942 роках завойовував срібні медалі. Стати чемпіоном гравець зумів наприкінці кар'єри в клубі. В чемпіонському розіграші 1942-43 Ферріні відіграв 23 матчі. Того ж року клуб вдруге у своїй історії став володарем кубка Італії. У фіналі «Торіно» перемогло з рахунком 4:0 «Венецію». В неофіційному воєнному чемпіонаті 1944 року, у якому «Торіно» посіло друге місце, Ферріні зіграв 7 матчів, та незабаром залишив клуб.
Протягом 1945—1947 років захищав кольори клубу «Комо». Завершив ігрову кар'єру у команді «Про Сесто», за яку виступав протягом 1947—1952 років.

## Кар'єра тренера
У сезоні 1949/50 розпочав тренерську кар'єру, ще продовжуючи грати на полі, очоливши тренерський штаб клубу «Про Сесто». Згодом ще раз очолював клуб «Про Сесто» з 1951 по 1952 рік.
Помер 17 травня 1991 року на 78-му році життя у місті Момбаруццо.

## Статистика виступів

### Статистика виступів у кубку Мітропи
| №                      | Розіграш               | Стадія                 | Дата та місце проведення | Команда 1              | Рахунок | Команда 2 | Голи та інше |
| ---------------------- | ---------------------- | ---------------------- | ------------------------ | ---------------------- | ------- | --------- | ------------ |
| 1                      | 1936                   | кв. раунд              | 07.06.1936 Берн          | Берн                   | 1:4     | Торіно    |              |
| 2                      | 1936                   | кв. раунд              | 14.06.1936 Турин         | Торіно                 | 7:1     | Берн      |              |
| 3                      | 1936                   | 1/8                    | 21.06.1936 Турин         | Торіно                 | 2:0     | Уйпешт    |              |
| 4                      | 1936                   | 1/8                    | 26.06.1936 Будапешт      | Уйпешт                 | 5:0     | Торіно    | 81'          |
| Всього у кубку Мітропи | Всього у кубку Мітропи | Всього у кубку Мітропи | Всього у кубку Мітропи   | Всього у кубку Мітропи | 4       |           | 0            |

## Титули і досягнення
- Чемпіон Італії (1):

«Торіно»: 1942-1943
- Срібний призер чемпіонату Італії (3):

«Торіно»: 1938-1939,  1941-1942, 1944
- Бронзовий призер чемпіонату Італії (2):

«Торіно»: 1935-1936,  1936-1937
- Володар Кубка Італії (2):

«Торіно»: 1935-1936, 1942-1943